# Tibás
Tibás este un oraș din Costa Rica. Are o suprafață de 8.15 km², și o populație de 76.815 de locuitori.